# 亨利·梅茨格
亨利·彼得·梅茨格（英語：Henry Peter Metzger，1932年3月23日—2018年11月20日）是一名美國免疫學家。
梅茨格於1932年3月23日出生在德國美因茨的一個猶太家庭，父親是五金店老闆，母親是家庭主婦。他的一些親戚在納粹大屠殺中被謀殺。在姐妹們的建議下，梅茨格的父親於1937年移居美國，1938年1月，他的妻子和兒子也隨之移居美國。亨利·梅茨格和他的兄弟一樣就讀於布朗克斯科學高中，隨後在1953年取得羅徹斯特大學學士學位，1957年在哥倫比亞大學醫學院取得醫學學位。梅茨格在哥倫比亞長老教會醫院完成住院醫師訓練，並於1959年加入美國公共衛生局，藉此開始在美國國家衛生研究院工作。在部分由海倫·海·惠特尼獎學金資助下，梅茨格跟隨西摩·喬納森·辛格進行了兩年的博士後研究，之後他回到國家衛生研究院，主要在美國國家關節炎與肌肉骨骼及皮膚疾病研究所工作。
美國免疫學家協會（AAI）於1986年授予梅茨格傑出服務獎，同年他開始擔任AAI理事會成員。他在1991年至1992年間擔任AAI主席，並於1993年退出協會執行理事會。六年後，梅茨格獲得美國免疫學家協會終身成就獎，這是AAI的最高榮譽。在此之前，梅茨格於1992年加入美國國家科學院成為院士，並獲選為美國科學促進協會的研究員。梅茨格於2018年11月20日在新罕布夏州漢諾威逝世，享年86歲。